# Karel Alexander von Thurn und Taxis
Karel Alexander von Thurn und Taxis (Regensburg, 22 februari 1770 - Dischingen, 15 juli 1827) was de vijfde vorst van Thurn und Taxis, een oud adellijk huis dat zijn vermogen verdiende in het postwezen. Karel Alexander was dan ook Generalpostmeister van de keizerlijke Rijkspost.
Hij was het zevende kind van Karel Anselm von Thurn und Taxis en Augusta Elisabeth van Württemberg. Hij studeerde aan de universiteiten van Straatsburg, Würzburg en Mainz. In 1797 volgde hij zijn vader op als Prinzipalkommissar in de Keizerlijke Rijksdag. Hij trad op 25 mei 1789 in het huwelijk met Theresia van Mecklenburg-Strelitz, een dochter van Karel II van Mecklenburg-Strelitz en Frederika Caroline Louise van Hessen-Darmstadt. Het paar kreeg de volgende kinderen:
- Charlotte Louise (*/† 1790)
- George Karel (1792-1795)
- Maria Theresia (1794-1874)
- Louise Frederieke (*/† 1798)
- Maria Sophia (1800-1870)
- Maximiliaan Karel (1802-1871)
- Frederik Willem (1805-1825)

In het Reichsdeputationshauptschluss van 1803 werd de familie von Thurn und Taxis schadeloos gesteld voor het verlies aan inkomsten uit de rijkspost in de aan Frankrijk afgestane provincies. Karel Alexander kwam aldus in het bezit van:
- het vorstelijke damessticht Buchau
- de rijksstad Buchau
- de abdij Marchtal
- de abdij Neresheim
- het bij de abdij Salem behorende ambt Ostrach met de heerlijkheid Schemelberg en de dorpen Tiefental, Frankenhofen en Stetten. Verder werd het voortbestaan van de post gegarandeerd en onder bescherming gesteld van de keizer en de keurvorsten.